# 纳斯卡板块

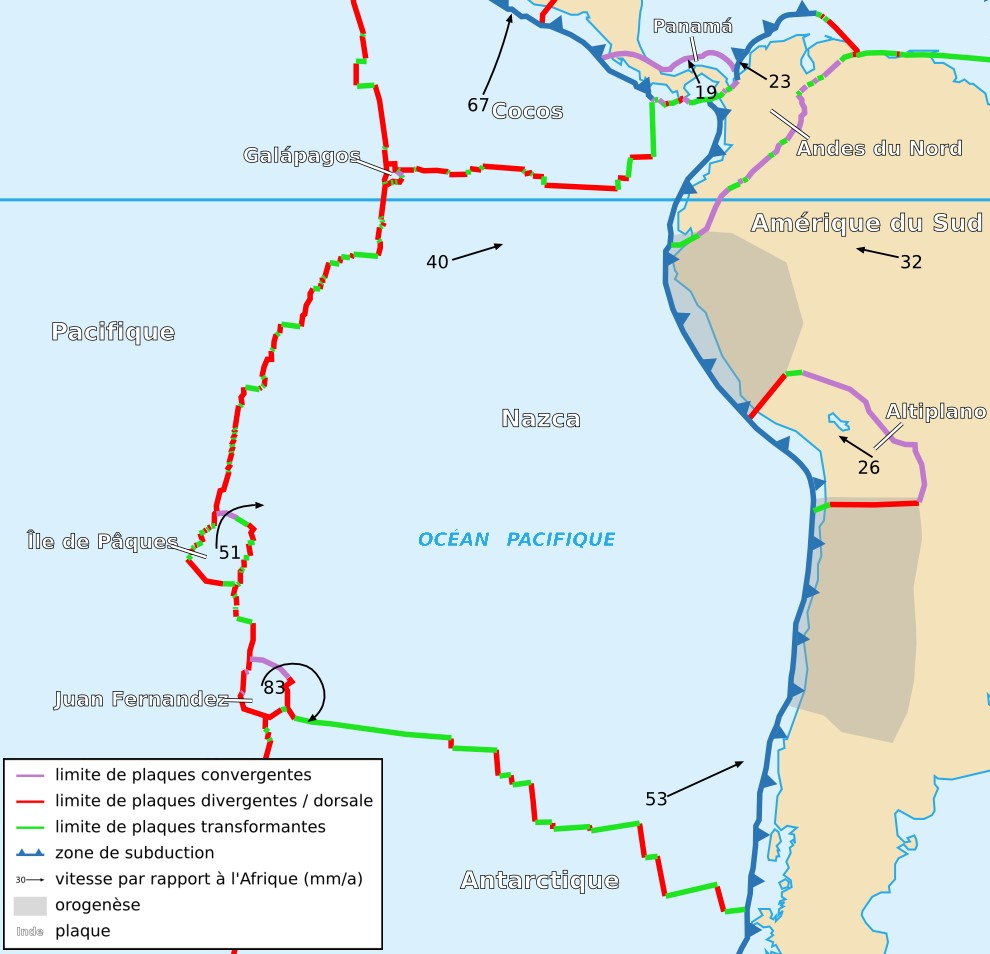
纳斯卡板块

纳斯卡板块，或译纳兹卡板块，以秘鲁南部的纳斯卡地区命名。它是南美洲西岸以外东太平洋中的一个大洋板块。在1968年勒皮雄首次提出的六大板块中，它是南极洲板块的一部分。
纳斯卡板块的东界为一会聚边界消减带，俯冲于南美洲板块和安第斯山脉之下，形成秘鲁-智利海沟。其南界与南极洲板块形成离散边界，即智利海隆，在该处因为海底扩张，岩浆得以溢出。其西界与太平洋板块形成离散边界，即东太平洋海隆。其北界则与科科斯板块形成离散边界，即加拉帕戈斯海隆。在纳斯卡板块的西北角，哥伦比亚海岸以外的太平洋中，它和科科斯板块、太平洋板块形成一个三联点。另一个三联点位于其西南角，智利海岸以外的太平洋中，是纳斯卡、太平洋和南极洲板块相会之处。在这两个三联点处，各存在一个罕见的微板块，即北边的加拉帕戈斯微板块和南边的胡安·费尔南德斯微板块。复活节岛微板块则是又一个微板块，位于胡安·费尔南德斯微板块以北不远处，即复活节岛西边不远处。
还有一个三联点位于纳斯卡、南极洲和南美洲板块相会处。这个三联点被认为和1960年的一次9.5级大逆冲地震——智利大地震——有关。
幸运的是，几乎没什么岛屿因为这些三联点的复杂运动而时常遭受地震灾难。但胡安·费尔南德斯群岛是个例外。
卡内基海岭是纳斯卡板块北部的一处特征地貌，它长1350公里，宽300公里，加拉帕戈斯群岛即位于其西部末端。它和纳斯卡板块的其余部分都消减于南美洲之下。
纳斯卡板块的绝对运动速度，经校准，为3.7厘米／年，方向为偏东（88°），在所有板块中是绝对运动速度最快的之一。纳斯卡板块的消减是少见的平板消减，在发生消减的时候，变形和撕裂同时发生（Barzangi and Isacks），并持续不断地形成具有火山的安第斯山脉。纳斯卡板块的变形甚至还影响到了远在其东部的玻利维亚的地理（Tinker et al.）。
纳斯卡板块和它北部科科斯板块的前身是法拉龙板块，在大约2280万年前的晚渐新世分裂，这一地质时间是通过对磁异常的解释而获知的。